# Регган
Регган (араб. رقان) — міська громада у центрі алжирської провінції Адрар, адміністративний центр однойменного району.

## Географія
Регган розташований у центральній частині країни на північній межі Танезруфту (пустеля Сахара). На захід від поселення простягається пустеля Шеш.

### Клімат
Містечко знаходиться у зоні, котра характеризується кліматом тропічних пустель. Найтепліший місяць — липень із середньою температурою 37.8 °C (100 °F). Найхолодніший місяць — січень, із середньою температурою 14.4 °С (58 °F).
| Клімат Реггана          | Клімат Реггана | Клімат Реггана | Клімат Реггана | Клімат Реггана | Клімат Реггана | Клімат Реггана | Клімат Реггана | Клімат Реггана | Клімат Реггана | Клімат Реггана | Клімат Реггана | Клімат Реггана | Клімат Реггана |
| Показник                | Січ.           | Лют.           | Бер.           | Квіт.          | Трав.          | Черв.          | Лип.           | Серп.          | Вер.           | Жовт.          | Лист.          | Груд.          | Рік            |
| Абсолютний максимум, °C | 31             | 32             | 41             | 41             | 45             | 48             | 48             | 47             | 45             | 43             | 36             | 28             | 48             |
| Середній максимум, °C   | 21             | 24             | 28             | 34             | 37             | 43             | 45             | 44             | 41             | 35             | 27             | 22             | 33             |
| Середня температура, °C | 14             | 17             | 20             | 26             | 29             | 35             | 37             | 37             | 33             | 28             | 20             | 15             | 26             |
| Середній мінімум, °C    | 7              | 10             | 13             | 18             | 22             | 28             | 30             | 30             | 26             | 21             | 13             | 8              | 19             |
| Абсолютний мінімум, °C  | 0              | 2              | 7              | 11             | 11             | 21             | 25             | 27             | 21             | 15             | 3              | 1              | 0              |
| Норма опадів, мм        | 0              | 0              | 0              | 0              | 0              | 0              | 0              | 0              | 0              | 0              | 0              | 0              | 10             |
| Днів з дощем            | 0              | 0              | 0              | 0              | 0              | 0              | 0              | 0              | 0              | 0              | 0              | 0              | 2              |
| Вологість повітря, %    | 41             | 42             | 34             | 32             | 22             | 13             | 12             | 14             | 19             | 41             | 62             | 50             | 32             |
| ----------------------- | -------------- | -------------- | -------------- | -------------- | -------------- | -------------- | -------------- | -------------- | -------------- | -------------- | -------------- | -------------- | -------------- |
| Джерело: Weatherbase    |                |                |                |                |                |                |                |                |                |                |                |                |                |